# Мишјакиње
Мишјакиње (лат. Coliiformes) су ред птица који нема ближе сроднике међу осталим птичијим редовима. Једина живућа породица из овог реда је истоимена породица (лат. Coliidae), која садржи само 6 живих врста из две потпородице. Насељавају подсахарску Африку и нема их на другим континентима. У далекој историји мишјакиње су имале много већи ареал, а еволуирале су у Европи.
Ова група је сада ограничена на подсахарску Африку, и то је једини ред птица који је у потпуности ограничен на тај континент, са могућим изузетком туракоса које неки сматрају посебним редом Musophagiformes, и кукавичије модровране, који је једини припадник реда Leptosomiformes. Мишјакиње су имале шири распон у палеогену, са широко распрострањеном дистрибуцијом у Европи и Северној Америци током палеоцена.

## Опис
Мишјакиње су мале сивкасте или браонкасте птице са меким перјем који подсећа на власи. Типично су дугачке 10 сантиметара, са дугим и танким репом који је дуг 20'24 сантиметра. Маса им је око 45-55 грама.. Живе у крошњама у којима се крећу попут глоадара тражећи бобице, воће и пупољке. Име су добиле по сличности са мишевима у изгледу и понашању. Све врсте имају јак стисак и спољне канџе које могу бити у опозицији. На глави имају кресту. All species have strong claws and reversible outer toes (pamprodactyl feet).

## Понашање и екологија
Мишјакиње су друштвене птице, што опет поткрепљује аналогију са мишевима, а налазе се у групама од око 20 у благо шумовитим подручјима. Ове птице граде гнезда од гранчица у облику чаше на дрвећу, која су обложена травом. Обично се полажу два до три јаја.

## Систематика и еволуција
Мишјакиње би се могле сматрати „живим фосилима“, јер су данашњих 6 врста само преживели остаци лозе која је била много разноврснија у раном палеогену и миоцену. Постоји релативно много фосила Coliiformes, али није било лако саставити робусну филогенију. Документовано је да породица постоји од раног палеоцена па надаље; барем до касног еоцена, познато је да су постојале две породице, постојеће Coliidae и дугокљуне праисторијски изумрле Sandcoleidae.
Потоњe су раније билe засебан ред, али се на крају схватило да његови припадници могу бити груписани као прастари Coraciiformes, стварних пешчаних колеида и облика попут Neanis заједно у парафилетском скупу. Иако се сада претпоставља да су сандколеиди монофилетски након уклањања ових таксона, многи облици се не могу у потпуности приписати једној или другој породици. Род Selmes, на пример, вероватно је колид, али је у само у даљем сродстрву са модерним родовима.
Изумрле колиформе заузимале су широк спектар екологија. Сандколеиди посебно често презервирају незгњечено семе на стомаку, док носе канџе сличне онима код савремених птица грабљивица.

## Таксономија
Ред Coliiformes
- Род †Botauroides Shufeldt 1915 (еоцен Вајоминга, САД)
  - †B. parvus Shufeldt 1915
- Род †Eobucco Feduccia & Martin 1976 - сандколеид?
  - †E. brodkorbi Feduccia & Martin 1976
- Род †Eocolius Dyke & Waterhouse 2001 (лондондка глина раног еоцена код Волтон на Нејзу Walton-on-the-Naze, Енглеска) - сандколеид или колид
  - †E. walkeri Dyke & Waterhouse 2001
- Род †Limnatornis Milne-Edwards 1871 [Palaeopicus Lambrecht 1933 ex Brodkorb 1952] (рани миоцен код Сен-Жеран-ле-Пјиа, француска) - колид? (Urocolius?) 
  - †L. consobrinus (Milne-Edwards 1871) [Picus consobrinus Milne-Edwards 1871; Palaeopicus consobrinus (Milne-Edwards 1871) Lambrecht 1933 nomen nudum; Urocolius consobrinus (Milne-Edwards 1871)]
  - †L. paludicola Milne-Edwards 1871 [Colius paludicola (Milne-Edwards 1871) Ballmann 1969a; Urocolius paludicola (Milne-Edwards 1871)]
  - †L. archiaci (Milne-Edwards 1871) [Picus archiaci Milne-Edwards 1871; Colius archiaci (Milne-Edwards 1871) Ballmann 1969a; Urocolius archiaci (Milne-Edwards 1871) Mlíkovský 2002] (рани миоцен Сен-Жеран-ле-Пјиа, Француска)
- Coliiformes gen. et sp. indet. (Late Miocene of Kohfidisch, Austria)[14]
- Род †Uintornis Marsh 1872 - саднколеид
  - †U. lucaris Brodkorb 1971
  - †U. marionae Feduccia & Martin 1976
- Фамилија †Chascacocoliidae Zelenkov & Dyke 2008
  - Род †Chascacocolius Houde & Olson 1992 (касни палеоцен ?- рани еоцен) - базал? сандколеид?
    - †C. oscitans Houde & Olson 1992
    - †C. cacicirostris Mayr 2005
- Фамилија †Selmeidae Zelenkov & Dyke 2008
  - Род †Selmes Mayr 1998 ex Peters 1999 (средњи еоцен ?-касни олигоцен централне Европе) - колид? (синоним за Primocolius?)
    - †S. absurdipes Mayr 1998 ex Peters 1999
- Фамилија †Sandcoleidae Houde & Olson 1992 sensu Mayr & Mourer-Chauviré 2004[12][15]
  - Род †Sandcoleus Houde & Olson 1992 (палеоцен)
    - †S. copiosus Houde & Olson 1992

  - Род †Anneavis Houde & Olson 1992
    - †A. anneae Houde & Olson 1992

  - Род †Eoglaucidium Fischer 1987
    - †E. pallas Fischer 1987

  - Род †Tsidiiyazhi Ksepka, Stidham & Williamson 2017 (палеоцен Новог Мексика)
    - †T. abini Ksepka, Stidham & Williamson 2017
- Фамилија Coliidae Swainson 1837 sensu Mayr & Mourer-Chauviré 2004
  - Род †Celericolius Ksepka & Clarke 2010
    - †C. acriala Ksepka & Clarke 2010

  - Род †Masillacolius Mayr & Peters 1998 (средњи еоцен Месела, Немачка)
    - †M. brevidactylus Mayr & Peters 1998

  - Род †Oligocolius Mayr 2000 (рани олигоден Фрауенвајлар, Немачка)
    - †O. brevitarsus Mayr 2000
    - †O. psittacocephalon Mayr 2013

  - Род †Palaeospiza Allen 1878
    - †Palaeospiza bella Allen 1878

  - Род †Primocolius Mourer-Chauviré 1988 (касни еоцен/олигоцен у Керсију, Француска)
    - †P. sigei Mourer-Chauviré 1988
    - †P. minor Mourer-Chauviré 1988

- - Подфамилија Coliinae
    - Род Urocolius (2 врсте)[16][17]
      - U. indicus (Latham 1790) (црвенолица мишјакиња)
      - U. macrourus (Linnaeus 1766) (плаволеђа мишјакиња)

    - Род Colius [Necrornis Milne-Edwards 1871] (4 врсте)
      - †C. hendeyi Vickers-Rich & Haarhoff 1985
      - †C. palustris (Milne-Edwards 1871) Ballmann 1969 [Necrornis palustris Milne-Edwards 1871][18][19]
      - C. castanotus Verreaux & Verreaux 1855 (црвенолеђа мишјакиња)
      - C. colius (Linnaeus 1766) (белолеђа мишјакиња)
      - C. leucocephalus Reichenow 1879 (белоглава мишјакиња)
      - C. striatus Gmelin 1789 (пегава мишјакиња)